# Modelo de ecosistema

Un diagrama estructural del modelo de ecosistema de plancton de océano abierto.

Un modelo de ecosistema es una representación abstracta, generalmente matemática, de un sistema ecológico (que varía en escala de una población individual a una comunidad ecológica, o incluso a un bioma completo), que se estudia para comprender mejor el sistema real.
Utilizando los datos recopilados del campo, se derivan las relaciones ecológicas, como la relación de la luz solar y la disponibilidad de agua con la tasa fotosintética, o entre las poblaciones de depredadores y presas, y se combinan para formar modelos de ecosistemas. Estos sistemas modelo se estudian para hacer predicciones sobre la dinámica del sistema real. A menudo, el estudio de imprecisiones en el modelo (en comparación con las observaciones empíricas) conducirá a la generación de hipótesis sobre posibles relaciones ecológicas que aún no se conocen o no se comprenden bien. Los modelos permiten a los investigadores simular experimentos a gran escala que serían demasiado costosos o poco éticos para realizar en un ecosistema real. También permiten la simulación de procesos ecológicos durante períodos de tiempo muy largos (es decir, simular un proceso que lleva siglos en realidad, se puede hacer en cuestión de minutos en un modelo de computadora).
Los modelos de ecosistemas tienen aplicaciones en una amplia variedad de disciplinas, como la gestión de recursos naturales ecotoxicología y salud ambiental, agricultura y conservación de la vida silvestre. El modelado ecológico incluso se ha aplicado a la arqueología con diversos grados de éxito, por ejemplo, combinándose con modelos arqueológicos para explicar la diversidad y movilidad de las herramientas de piedra.

## Tipos de modelos
Hay dos tipos principales de modelos ecológicos, que generalmente se aplican a diferentes tipos de problemas: (1) modelos analíticos y (2) modelos de simulación/computacionales. Los modelos analíticos suelen ser sistemas relativamente simples (a menudo lineales), que pueden describirse con precisión mediante un conjunto de ecuaciones matemáticas cuyo comportamiento es bien conocido. Los modelos de simulación, por otro lado, utilizan técnicas numéricas para resolver problemas para los cuales las soluciones analíticas son imprácticas o imposibles. Los modelos de simulación tienden a ser más utilizados y generalmente se consideran más ecológicamente realistas, mientras que los modelos analíticos se valoran por su elegancia matemática y poder explicativo. Ecopath es un potente sistema de software que utiliza métodos computacionales y de simulación para modelar ecosistemas marinos. Es ampliamente utilizado por científicos marinos y pesqueros como una herramienta para modelar y visualizar las complejas relaciones que existen en los ecosistemas marinos del mundo real.

## Diseño de modelo

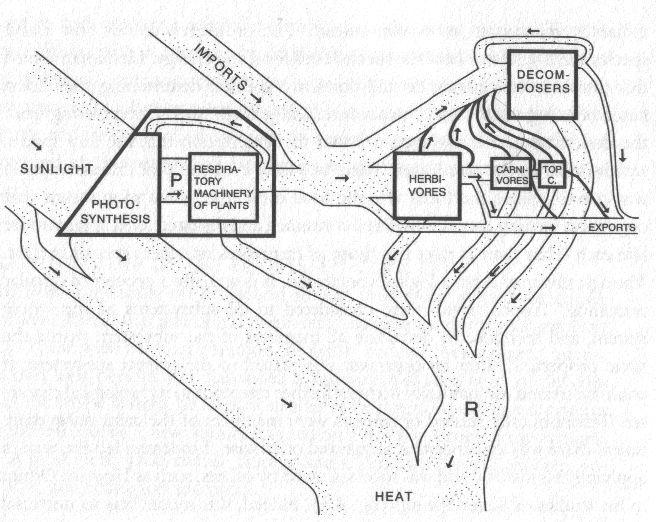
Diagrama del modelo Silver Springs. Tenga en cuenta la agregación en grupos funcionales como "herbívoros" o "descomponedores".

El proceso de diseño del modelo comienza con una especificación del problema a resolver y los objetivos del modelo.
Los sistemas ecológicos están compuestos por una enorme cantidad de factores bióticos y abióticos que interactúan entre sí de formas que a menudo son impredecibles o tan complejas que resultan imposibles de incorporar a un modelo computable. Debido a esta complejidad, los modelos de ecosistemas generalmente simplifican los sistemas que están estudiando a un número limitado de componentes que se comprenden bien y se consideran relevantes para el problema que el modelo pretende resolver.
El proceso de simplificación generalmente reduce un ecosistema a una pequeña cantidad de variables de estado y funciones matemáticas que describen la naturaleza de las relaciones entre ellas. El número de componentes del ecosistema que se incorporan al modelo está limitado al agregar procesos y entidades similares en grupos funcionales que se tratan como una unidad.
Después de establecer los componentes a modelar y las relaciones entre ellos, otro factor importante en la estructura del modelo de ecosistema es la representación del espacio utilizado. Históricamente, los modelos a menudo han ignorado el desconcertante problema del espacio. Sin embargo, para muchos problemas ecológicos, la dinámica espacial es una parte importante del problema, con diferentes entornos espaciales que conducen a resultados muy diferentes. Los modelos espacialmente explícitos (también llamados modelos "distribuidos espacialmente" o "paisajes") intentan incorporar un entorno espacial heterogéneo en el modelo. Un modelo espacial es aquel que tiene una o más variables de estado que son función del espacio o que pueden estar relacionadas con otras variables espaciales.

## Validación
Después de la construcción, los modelos se validan para garantizar que los resultados sean aceptablemente precisos o realistas. Un método consiste en probar el modelo con múltiples conjuntos de datos que son independientes del sistema real que se está estudiando. Esto es importante, ya que ciertas entradas pueden hacer que un modelo defectuoso produzca resultados correctos. Otro método de validación es comparar el resultado del modelo con los datos recopilados de las observaciones de campo. Los investigadores con frecuencia especifican de antemano cuánta disparidad están dispuestos a aceptar entre los parámetros generados por un modelo y los calculados a partir de datos de campo.

## Ejemplos

### Las ecuaciones de Lotka-Volterra

Una serie temporal de muestra del modelo Lotka-Volterra. Tenga en cuenta que las dos poblaciones exhiben un comportamiento cíclico y que el ciclo del depredador va por detrás del de la presa.

Uno de los más antiguos y conocidos es el modelo depredador-presa de Alfred J. Lotka (1925) y Vito Volterra (1926). Este modelo toma la forma de un par de ecuaciones diferenciales ordinarias, una representa una especie de presa y la otra su depredador.
{\displaystyle {\frac {dX}{dt}}=\alpha .X-\beta .X.Y}
{\displaystyle {\frac {dY}{dt}}=\gamma .\beta .X.Y-\delta .Y}
donde,
- {\displaystyle X} es el número/concentración de las especies de presa
- {\displaystyle Y} es el número/concentración de las especies depredadoras
- {\displaystyle \alpha }  es la tasa de crecimiento de la especie presa
- {\displaystyle \beta } es la tasa de depredación de  {\displaystyle Y} sobre {\displaystyle X}
- {\displaystyle \gamma } es la eficiencia de asimilación de {\displaystyle Y}
- {\displaystyle \delta } es la tasa de mortalidad de las especies depredadoras

Volterra ideó originalmente el modelo para explicar las fluctuaciones en las poblaciones de peces y tiburones observadas en el mar Adriático después de la Primera Guerra Mundial (cuando se redujo la pesca). Sin embargo, las ecuaciones se han aplicado posteriormente de manera más general. Aunque simples, ilustran algunas de las características más destacadas de los modelos ecológicos: las poblaciones biológicas modeladas experimentan crecimiento, interactúan con otras poblaciones (ya sea como depredadores, presas o competidores) y sufren mortalidad.
Una alternativa simple y creíble al modelo depredador-presa de Lotka-Volterra y sus generalizaciones dependientes de presas comunes es el modelo dependiente de la relación o modelo Arditi-Ginzburg. Los dos son los extremos del espectro de modelos de interferencia de depredadores. Según los autores de la visión alternativa, los datos muestran que las verdaderas interacciones en la naturaleza están tan lejos del extremo Lotka-Volterra en el espectro de interferencia que el modelo simplemente puede descartarse como incorrecto. Están mucho más cerca del extremo dependiente de la relación, por lo que si se necesita un modelo simple, se puede usar el modelo de Arditi-Ginzburg como primera aproximación.

### Otros
El ecologista teórico Robert Ulanowicz ha utilizado herramientas de la teoría de la información para describir la estructura de los ecosistemas, enfatizando la información mutua (correlaciones) en los sistemas estudiados. Basándose en esta metodología y observaciones previas de ecosistemas complejos, Ulanowicz describe enfoques para determinar los niveles de estrés en los ecosistemas y predecir las reacciones del sistema a tipos definidos de alteración en su entorno (como el aumento o la reducción del flujo de energía y la eutrofización).
El Juego de la vida de Conway y sus variaciones modelan ecosistemas donde la proximidad de los miembros de una población son factores en el crecimiento de la población.

## Otras lecturas
- Khan, M. F.; Preetha, P.; Sharma, A. P. (2015). «Modelling the food web for assessment of the impact of stock supplementation in a reservoir ecosystem in India». Fisheries Management and Ecology 22 (5): 359-370. doi:10.1111/fme.12134.
- Panikkar, Preetha; Khan, M. Feroz; Desai, V. R.; Shrivastava, N. P.; Sharma, A. P. (2014). «Characterizing trophic interactions of a catfish dominated tropical reservoir ecosystem to assess the effects of management practices». Environmental Biology of Fishes 98: 237-247. doi:10.1007/s10641-014-0255-6.
- Panikkar, Preetha; Khan, M. Feroz (2008). «Comparative mass-balanced trophic models to assess the impact of environmental management measures in a tropical reservoir ecosystem». Ecological Modelling 212 (3–4): 280-291. doi:10.1016/j.ecolmodel.2007.10.029.
- Feroz Khan, M.; Panikkar, Preetha (2009). «Assessment of impacts of invasive fishes on the food web structure and ecosystem properties of a tropical reservoir in India». Ecological Modelling 220 (18): 2281-2290. doi:10.1016/j.ecolmodel.2009.05.020.